# Marina Dias
Marina Dias (São Paulo, 5 de julho de 1976) é uma modelo brasileira e profissional do mundo da moda. Além de seu trabalho nas passarelas, é reconhecida ainda por suas várias tatuagens, contando com 16 delas espalhadas pelo corpo, além de seus quatro piercings. Marina ganhou destaque no final de década de 1990, quando foi considerada um ícone da moda brasileira.

## Carreira
Marina nasceu na cidade de São Paulo, mas cresceu na capital do estado do Paraná, Curitiba. O início de sua carreira, por sua vez, não foi precoce, como habitualmente ocorre com as modelos, mas desde 1997, então com cerca de 20 anos de idade, Marina acumula desfiles para grandes marcas nacionais e internacionais, como Marcelo Sommer, Alexandre Herchcovitch, Versace, Versus, Chanel, Kenzo e Dior. Já foi capa e realizou ensaios para inúmeras revistas célebres de mundo da moda, como a Surface e para as edições brasileira, inglesa, francesa e russa da revista Vogue. Pode-se destacar ainda seu contrato de exclusividade para alta-costura de Mugler e a campanha mundial da Fendi. Pouco tempo depois desta última, Marina atuou numa performance do grafiteiro francês Zevs em frente às lojas de grife da rua Haddock Lobo. No ano de 2009 a modelo apresentou na televisão um programa sobre moda e em 2011 foi uma das estrelas da exposição "Todo o Nada" do fotógrafo de moda peruano Mario Testino. Atualmente, além de desfiles e campanhas, é ainda diretora de casting e coreografia, co-styling, ilustradora, além de integrar o projeto "De Polainas", um coletivo de DJs paulistanas. Atualmente é representada pela agência Joy Model Management no Brasil.

### Capas
Dentre suas principais capas de revistas:
- Revista Vivre - Ed. 48
- Revista Vogue (Brasil) - Ed. 276, maio de 2001
- Revista VIP - Ed. 60
- Revista Playboy - Ed. 490, junho/julho de 2016[2]

### Cinema e televisão
- (2005) Frankie[6] - filme com Diane Kruger
- (2005) Belíssima[12]
- (2011) Fashion Splash - no Fashion TV Brasil
- (2012) Desafio da Beleza[13] - na GNT